# صادق أباد (بير سليمان)
صادق أباد (بالفارسية: صادق‌آباد) هي قرية تقع في إيران في قسم بیر سلیمان الريفي. يقدر عدد سكانها بـ 255 نسمة .